# Panghyŏn-dong
Panghyŏn-dong är en ort i Nordkorea.   Den ligger i provinsen Norra P'yŏngan, i den västra delen av landet, 100 km norr om huvudstaden Pyongyang. Panghyŏn-dong ligger 81 meter över havet och antalet invånare är 11 026.
Terrängen runt Panghyŏn-dong är kuperad söderut, men norrut är den platt. Runt Panghyŏn-dong är det tätbefolkat, med 297 invånare per kvadratkilometer. Närmaste större samhälle är Kusŏng, 10,4 km norr om Panghyŏn-dong. Trakten runt Panghyŏn-dong består till största delen av jordbruksmark.